# Francine De Tandt
Francine De Tandt was een Belgisch rechter en voorzitster van de Brusselse rechtbank van koophandel.

## Loopbaan
De Tandt is afkomstig van Oudenaarde. Ze studeerde rechten aan de Université Libre de Bruxelles en behaalde aan de Vrije Universiteit Brussel een licentie economisch recht.
In 1970 werd De Tandt advocaat, in 1978 werd ze magistraat op de Brusselse rechtbank van koophandel. In 1994 werd De Tandt ondervoorzitter en in 2007 klom ze op tot voorzitter van de rechtbank van koophandel.

## Opspraak
De Tandt kwam in augustus 2009 in opspraak wegens vermoedelijke corruptie.
Voor bepaalde zaken zou zij onder één hoedje hebben gespeeld met een zakenadvocaat uit Overijse, Robert Peeters, die voor haar vonnisteksten op voorhand zou klaargemaakt hebben, die zij dan alleen nog hoefde uit te spreken. Bovendien zou hetzelfde gebeurd zijn met Christian Van Buggenhout, een advocaat in de zaak-Fortis.
In 1998 verloren De Tandt en haar broer Marc een geleende som van ruim 500.000 euro aan een Afrikaanse oplichter.
Naar De Tandt zou al vijf jaar een tuchtonderzoek in verband met corruptie en schriftvervalsing lopen, maar toch kon zij benoemd worden tot voorzitster van de rechtbank. Kort nadat Francine De Tandt eind 2007 werd benoemd tot voorzitter van de rechtbank van koophandel, stelde zij haar schuldeiser Luc Vergaelen aan als gerechtelijk expert.
Minister van Justitie Stefaan De Clerck (CD&V) gelastte op 18 augustus 2009 een strafonderzoek tegen haar.
De Clerck lag zelf onder vuur omdat hij in het parlement te weinig informatie gaf over de zaak.
De Tandt verwijt op haar beurt Glenn Audenaert, directeur van de Brusselse gerechtelijke politie, lasterlijke aantijgingen en schending van het beroepsgeheim.
Op 25 augustus 2009 werd de Tandt geschorst. In april 2013 werd ze opgevolgd door Winnie Neirinck.
In januari 2013 werd ze door het Brusselse Hof van Beroep veroordeeld voor valsheid in geschrifte, gebruik van valse stukken en schending van beroepsgeheim tot een gevangenisstraf van 6 maanden met uitstel en 550 euro boete.
Na een corruptieonderzoek van 9 jaar vorderde het parket-generaal eind december 2018 buitenvervolgingstelling voor corruptie.